# 건설국민승리21
건설국민승리21(建設國民勝利21)은 1997년에 창당(정당 등록일은 11월 18일)된 대한민국의 진보정당으로, 약칭은 국민승리21이다.

## 역사
1990년 민주화 이후 최초의 진보정당인 민중당이 창당되었으나 선거득표 기준에 미치지 못하여 선관위에 의해 해산되었다. 민중당의 해산으로 인해 민중당 창당에 참여했던 노동운동가들은 분열을 겪었으며 이들은 민중당 재건파와 민자당 입당파로 나뉘었다. 이재오, 김문수 등을 위시로 한 민자당 입당파는 통일민주당의 대통령 후보였던 김영삼을 따라 민자당에 입당했으며 민중당 재건파는 진보정치연합을 창당하여 재기를 노렸다. 1995년 진보정치연합은 저명한 노동운동가인 권영길 민주노총 위원장을 대표로 추대했으나 권영길 민주노총 위원장은 "지금은 노동운동, 농민운동, 빈민운동에 집중할 시기"라 하여 진보정치연합에 선을 그었다. 이후 한국 최대 규모의 진보정치 단체인 민주주의 민족통일 전국연합이 진보정치연합에 합류하였으나 전국연합은 당 내 노선 갈등으로 인해 진보정치연합을 탈퇴하였고, 전국연합은 건설국민승리21 창당에 회의적이었던 진보정치연합과는 달리 직접적으로 국민승리21 창당에 참여하였다. 결국 전국연합의 탈퇴로 세력이 위축된 진보정치연합은 노선을 바꾸어 국민승리21에 합류하기로 결정하였다.
이후 1996년 신한국당의 노동법 날치기 사건을 겪은 뒤 자극받은 노동운동계와 노동운동가들이 1997년 대한민국 대통령 선거에서 진보 진영의 대통령 후보를 추대하기 위해 전국민주노동조합총연맹이 건설국민승리21 창당에 합류하였고 이후 1997년 9월 7일에 당시 민주노총 위원장이던 권영길을 대통령 후보로 추대했는데, 그는 '일어나라 코리아'라는 구호 아래 '정치세력을 물리치고 참된 개혁과 진보의 정치를 펴자'라는 구호를 내걸고 대선에 뛰어들었으며, 투표 결과 306,026표를 획득하여 1.2%의 득표율을 기록하였다. 이후 국민승리21은 공동대표제를 실시하여 민주노총의 초대 위원장을 지낸 권영길과 민주주의 민족통일 전국연합의 대표를 지낸 이창복을 공동대표로 선출하였다.
1998년에 실시된 대한민국 제2회 지방 선거 때에는 노동계와 연대하면서 무소속 후보로 출마했으며, 울산광역시에서 2명의 기초단체장을 당선시키는 데에 기여했다.이 외에 성남시와 전라남도에서도 노동계 무소속 후보와의 연대를 통해 기초의원 당선자를 배출했다. 이후 국민승리21의 당원수가 급격히 증가하고 영향력이 커지자 민주노동당으로 당명을 변경하였다.

## 주요 선거 결과

### 대통령 선거
| 연도   | 선거 | 후보자 | 득표      | 득표율        | 결과 | 당락 |
| ------ | ---- | ------ | --------- | ------------- | ---- | ---- |
| 1997년 | 15대 | 권영길 | 306,026표 | \| \| 1.2% \| | 4위  | 낙선 |
|        | 1.2% |        |           |               |      |      |

## 같이 보기
- 민주노동당
- 대한민국의 진보정당